# Вернер Зомбарт
Вернер Зомбарт (на немски: Werner Sombart) е германски икономист, социолог и историк, философ на културата.

## Биография
Ученик е на Густав фон Шмолер и виден представител на германската историческа школа на икономическата теория, класик на германската социология.

## Теории и тези
През 1934 г. Вернер Зомбарт публикува „Немският социализъм“, произведение, което му носи световна слава и го свързва в икономически аспект с идеята на консервативните революционери за „третия път“.

## Други произведения
Забележка! Подредбата е в хронологичен ред.
- (1913). Noo-Soziologie, В., 1956: Studien zur Entwicklungsgeschichte des modernen Kapitalismus, Bd I-2, Münch. – Lpz., 1913;
- (1932). Бъдещето на капитализма. [Die Zukunft des Kapitalismus. B.]
- (1934). Немски социализъм. [Deutscher Sozialismus. B.]